# Нашимбене, Марио
Ма́рио Нашимбе́не (итал. Mario Nascimbene; 28 ноября 1913[…], Милан — 6 января 2002[…], Рим) — итальянский композитор и дирижёр, автор более полутораста саундтреков. Трёхкратный лауреат премии «Серебряная лента» за лучшую музыку (1952, 1960, 1968) и лауреат премии «Давид ди Донателло» за жизненные достижения (1991). В память о композиторе учреждена международная премия его имени, которая вручается лучшему автору музыки для кино.

## Биография
Родился в Милане 28 ноября 1913 года в семье адвоката Гвидо Нашимбене и его супруги Эммы, урождённой Спашани. Родители увлекались музыкой: мать играла на фортепиано, отец на скрипке. В нём также рано проявился музыкальный талант. Другим увлечением детства было кино. Нашимбене нравилось слушать игру пианистов в кинозалах во время сеансов. Учился в юридической школе, но параллельно увлекался музыкой и съёмкой любительских фильмов.
В 1933 году поступил в консерваторию имени Джузеппе Верди в Милане, где обучался у Ильдебрандо Пиццетти и Ренцо Босси. Возможно отказ от юридической карьеры в пользу занятий музыкой был связан с антифашистскими взглядами молодого Нашимбене. Во время обучения дебютировал как композитор сочинением «Медитация для струнных». 
В 1938 году был призван на военную службу. Во время войны в 1940 году его направили на музыкальные курсы Энцо Мазетти с тем, чтобы он научился писать музыку для кино. В 1941 году Нашимбене успешно дебютировал в кино музыкой для фильма «Песнь любви» режиссёра Фердинандо Мария Поджоли. Особенно зрителям понравился его вальс. Молодой композитор сразу получил ещё несколько заказов.
В 1950 году Нашимбене основал кинокомпанию «Меридиана Фильм», специализировавшуюся на создании короткометражных фильмов. Сотрудничество с этой компанией положило начало карьере таких режиссёров, как Дино Ризи и Валерио Дзурлини. С последним, как и с дирижёром Франко Феррара, композитора связала многолетняя дружба и плодотворное сотрудничество. 
В 1952 году музыка к фильму «Рим в 11 часов» Джузеппе Де Сантиса принесла Нашимбене победу в номинации за лучшую музыку премии «Серебряная лента». Критиками был отмечен новаторский подход, который композитор использовал при создании саундтрека. Помимо музыкальных инструментов, он включил в партитуру звуки пишущей машинки. За это Нашимбене прозвали «изобретателем звуков». Впоследствии, композитор неоднократно использовал этот приём при написании музыки для других фильмов. 
В 1960 году за музыку к фильму «Жестокое лето» режиссёра Валерио Дзурлини он получил вторую премию «Серебряная лента».
С середины 1950-х годов началось сотрудничество композитора с зарубежными кинематографистами, прежде всего с Голливудом. Во время работы с иностранцами им был разработан метод написания музыки для кино, который получил название «миксерама», или «собрание звуков». Нашимбене записывал на плёнку звуки, голоса и музыкальные инструменты, которые после изменял, разбивал, воспроизводил в обратном порядке и с разной скоростью. Одним из первых сочинений, при написании которого композитор использовал этот метод, стала музыка к фильму «Варавва» режиссёра Ричарда Флейшера в 1961 году.
В музыке для итальянского кинематографа Нашимбене предпочитал классическое исполнение. Сочинения композитора исполняли выдающиеся музыканты-современники — флейтист Северино Гаццеллони, скрипач Дино Ашолла, гитарист Марио Ганджи. В 1968 году за саундтрек к фильму «Привет...тебя спрашивает какая-то Джулиана» режиссёра Массимо Франчозы он получил третью премию «Настро д’Ардженто» в номинации за лучшую музыку. В 1970-х композитор активно сотрудничал с режиссёром Роберто Росселлини.
Помимо музыки для кино, Нашимбене сочинял музыку и для театра. Им была написана опера «Фауст в Манхэттене», поставленная в 1964 году. Другими музыкальными сценическими произведениями композитора были «СОБ!» (1968), «Я тоже Америка» (1969), «Письма с завтрашнего дня» (1974) и балет «Психореос» (1986) на либретто Джузеппе Берто. 
В 1980-х годах Нашимбене почти не писал музыку. В 1983 году им был выпущен диск с его лучшими музыкальными композициями для кино. 
В 1991 году композитор получил премию «Давид ди Донателло» за выдающийся вклад в кинематограф. В 1992 году он издал автобиографию, в которой признался в проблемах с душевным здоровьем. Нашимбене всю жизнь боролся с эдиповым комплексом. 
Умер в Риме 6 января 2002 года. В том же году в память о нём была учреждена международная премия его имени. Имя композитора также носит основанный им симфонический оркестр.